# Carl Wilhelm Scheele

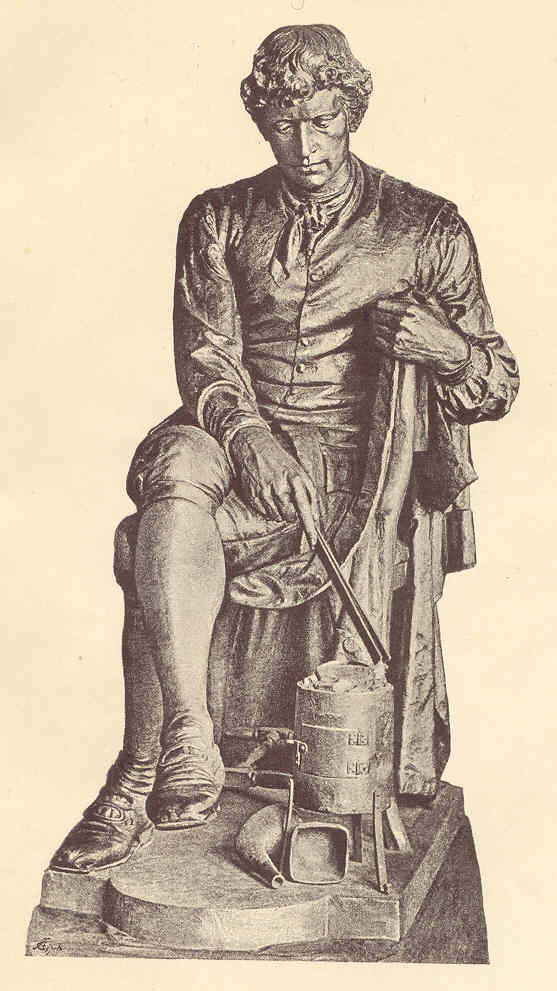
Carl Wilhelm Scheele szobra Stockholmban

Carl (Karl) Wilhelm Scheele (Stralsund, 1742. december 9. – Köping, 1786. május 21.) német származású, svéd kémikus, az oxigén felfedezője. Elsőnek állította elő az általa tűzlevegőnek nevezett oxigént 1772-ben. A felfedezéséről írt „Chemische Abhandlung von der Luft und dem Feuer” című 1775-ben írt könyve azonban csak 1777-ben jelent meg, s emiatt az elsőséget  Joseph Priestley 1774-ben kiadott művével szemben elveszítette.
Gyógyszerésznek tanult, majd svéd gyárakban dolgozott. Saját gyógyszertárát 1776-ban Köpingben nyitotta meg, s emellett a legegyszerűbb segédeszközökkel a laboratóriumában több állati és növényi eredetű savat fedezett fel és állított elő.
1770-től a kémia számos területével foglalkozva együttműködött T. O. Bergman professzorral.

## Életrajza
Apja Joachim Christian Scheele, sörfőző és gabonakereskedő, Stralsund egyik tekintélyes polgára volt. Anyja leánykori neve  Margaretha Eleonora  Warnkros. Carl Wilhelm a házaspár tizenegy gyermeke közül a hetedikként látta meg a napvilágot. Apja üzlete ez idő tájt nem jól ment és 1745-ben ezért kénytelen volt csődöt jelenteni. Házukat el is árverezték. Ezután a család a rokonoknál lakott, majd  többször változtatott lakhelyet Stralsundban. Apja tőzsdei alkuszként dolgozott és csekély anyagi lehetőségei ellenére egy magániskolába küldte Carl Wilhelmet 1748-ban, akinek ifjúkoráról nem sokat tudunk.
Carl Wilhelm Scheele születésekor Stralsund Pomeránia azon részéhez tartozott, ami a harmincéves háború óta svéd uralom alatt volt. 1757-ben Scheele Göteborgba ment, ahol az „Unikornishoz” címzett patikában kezdte tanulóéveit. A gyógyszertár tulajdonosa, a Mecklenburgból származó Martin Andreas Bauch felismerte a tanítványa tudásvágyát és bevonta a laboratóriumi munkába. Scheele az összes szakkönyvet áttanulmányozta, amihez hozzájutott. 1765-ben, amikor megkapta a segédlevelét, Malmőbe került, „A foltos sashoz” címzett patikába, melynek a tulajdonosa, Kjellström szintén igényelte és támogatta az ifjú Scheele kutató munkáját. Itt születtek első írásai a kísérletek során nyert ismereteiről, melyet a kor akadémiai nagyságai nem vettek komolyan és elutasítottak. Itt, Malmőben találkozott a Lund Egyetem professzorával, Anders Jahan Retzius-sal, aki támogatója és barátja lett. Retzius arra ösztönözte Scheelet, hogy szisztematikus munkát végezzen és megállapításait pontosan dokumentálja. Mindketten laboratóriumi kutatásokat folytattak.
Scheele 1768-ban áttelepült Stockholmba, ahol „A hollóhoz” címzett patikában kapott munkát. Itt azonban alig volt alkalma kutatásait továbbvinni. Retzius követte a barátját a svéd fővárosba, s szabadidejükben végezték a kísérletezést. A korlátozott lehetőségek miatt Scheele 1770-ben Uppsalába költözött.
Itt egy pomerániai honfitársánál, Christian Ludwig Lokk patikusnál találta a kutatáshoz a legjobb feltételeket, „Az Uppland címeréhez” címzett patikában. Annyi szabadidőt kapott a laboratóriumi munkához, amennyire csak szüksége volt. Uppsalában Scheele megpróbált kapcsolatba lépni az egyetem tudósaival. Egy véletlen folytán ismerkedett meg Tobern Olof Bergmannal, aki Lokk patikájából vásárolta a kemikáliákat. Egy salétrom szállítmány szokatlanul reagált, melynek okát az egyetemen nem tudták megfejteni, ellenben Schele ismerte a megoldást, s ez a két különböző szakember együttműködéséhez vezetett. Ezáltal Scheele munkájának elismertsége más tudósok által is biztosított lett, s első tanulmányai az Uppsalai Királyi Akadémia füzeteiben jelentek meg. 1774-ben a Tudományos Akadémia tagságára javasolták, s felvételére a következő évben került sor. Ez egy kívülállónak, mint amilyen Scheele volt, igen nagy megtiszteltetésnek számított.
1772-73-ban végzett kísérletei vezettek az oxigén és a nitrogén felfedezéséhez, de az eredményt csak 1777-ben publikálta egyetlen könyvében, a „Chemische Abhandlung von der Luft und dem Feuer”-ben (Értekezés a levegőről és a tűzről). A felfedezés dicsőségét azonban Joseph Priestley aratta le, aki Scheele-től függetlenül jutott ugyanarra az eredményre 1774-ben, de azt már ugyanekkor nyilvánosságra is hozta.
Scheelet azonban Uppsalában laboránsként alkalmazták és csupán mellesleg tudott kutató munkát végezni. De 1775-ben jött el számára az alkalom, hogy a vezető gyógyszerész első segédjeként dolgozzon a Mälersee melletti Köping nevű városkában. S amikor ugyanebben az évben, áprilisban Pohl, a tulajdonos meghalt, Scheele átvette a patikát. Egy másik segéd azonban az átvétel jogosságát vitatta. Scheele azonban rövid idő alatt jó hírnevet szerzett magának Köpingben, s több híres tudós támogatásával , a vitapartnerrel kötött szerződés visszamenőleg megsemmisítésre került. Ugyanakkor Scheele átvállalta a patika adósságait, valamint az özvegy és annak fia eltartását is. 1777-ben Stockholmba utazott. Ekkor mutatkozott be a Királyi Tudományos Akadémián a király jelenlétében és egy egyéves ösztöndíjat kapott. Kísérleteit elsősorban a patika udvarában lévő kerti sufniban végezte és csak 1782-ben tudott szert tenni egy új gyógyszertárra, melyben lakóház és labor is volt, és egy központi helyen feküdt.
Scheele fedezte fel a gázok faszén általi adszorpcióját. Ezen túlmenően zárt edényben forralt ecetet, és ezáltal egy konzerválási eljárást talált, ami hasonlított a pasztörizáláshoz.
Ő végzett először kísérletet ezüst-kloriddal és felfedezte annak fényérzékenységét. Kitalálta, hogy az ammóniától megfeketedett ezüst-klorid nem oldódik és anélkül, hogy ennek tudatában lett volna, talált egy fixáló eszközt, ami a képeknek állandóságot nyújt.
1785 őszén megbetegedett. Az elhunyt, korábbi tulajdonos özvegye, Sara Margarethe Pohl, lánykori nevén Sonneman, viselte gondját és vezette a háztartását. Amikor Scheele közeledni érezte a halálát, 1786. május 19-én feleségül vette az asszonyt és végrendeletében általános örökösének tette. Két nappal később, életének 44. esztendejében meghalt.
Stralsundban, a Fährstrasse 23. szám alatt található szülői házának falán egy emléktábla őrzi az ismert kémikus és gyógyszerész emlékét.
A CaWO₄ wolfrámérc-ásvány, neve után kapta a scheelit elnevezést, tovább a Holdon is róla neveztek el egy krátert. A Svéd Gyógyszerészeti Társaság 1961 óta adományozza az arra érdemesnek ítélteknek a Scheele-díjat.

## Kémiai felfedezései
A kémia számos területével foglalkozott, így felfedezései is széles spektrumot fognak át. A savak közül a nevéhez fűződik a borkősav (1769), az acetaldehid (1774), a benzoesav (1775), a húgysav (Bergmannal közösen) és az oxálsav (1776), a tejsav és a nyálkasav (1780), a citromsav (1784), az almasav (1785) és a galluszsav (1786) elsőként való kimutatása. Több új gyártási eljárás kitalálásával állított elő vegyületeket. Így hidrogén fluoridot és foszforsavat (1771), klórt és bárium-oxidot (1774), oxigént (1775), hidrogén-arzenidet és arzénsavat (1775), Scheele-zöldet (1776), hidrogén-szulfidot (1777), molibdén-trioxidot (1778), hidrogén-ciadnidot vagy más néven kéksavat (1782). Neki sikerült az észterek elszappanosításával glicerinhez jutnia (1783). Rájött arra, hogy a barnakő mangánt (1774), a tungstenit volfrámot (1781) tartalmaz. Az alkoholos erjedés során képződő kozmaolajat (1785) szintén ő ismerte fel.

## Fordítás
- Ez a szócikk részben vagy egészben  a   Carl Wilhelm Scheele című német Wikipédia-szócikk ezen változatának fordításán alapul.  Az eredeti cikk szerkesztőit annak laptörténete sorolja fel. Ez a jelzés csupán a megfogalmazás eredetét és a szerzői jogokat jelzi, nem szolgál a cikkben szereplő információk forrásmegjelöléseként.